# Rega
Rega je řeka v severozápadním Polsku, v Západopomořanském vojvodství. Pramení v Drawském pojezeří, protéká městy Świdwin, Łobez, Resko, Płoty, Gryfice, Trzebiatów a v Mrzeżyně ústí do Baltského moře. Jde o 24. nejdelší polskou řeku o celkové délce 168 kilometrů s povodím o rozloze 2725 km².